# Torneo masculino de voleibol en los Juegos Olímpicos de París 2024
El torneo masculino de voleibol en los Juegos Olímpicos de París 2024 se realizó en la Arena Paris Sud 1 de París entre el 27 de julio al 10 de agosto de 2024.

## Clasificación
| Competición               | Fecha                                   | Sede                   | Plazas | Equipos clasificados                     |
| ------------------------- | --------------------------------------- | ---------------------- | ------ | ---------------------------------------- |
| País anfitrión            | –                                       | –                      | 1      | Francia                                  |
| Torneo Intercontinental 1 | 30 de septiembre – 8 de octubre de 2023 | Río de Janeiro, Brasil | 2      | Alemania Brasil                          |
| Torneo Intercontinental 2 | 30 de septiembre – 8 de octubre de 2023 | Tokio, Japón           | 2      | Estados Unidos Japón                     |
| Torneo Intercontinental 3 | 30 de septiembre – 8 de octubre de 2023 | Xi'an, China           | 2      | Polonia Canadá                           |
| Ranking mundial           | 24 de junio de 2024                     | –                      | 5      | Eslovenia Italia Argentina Serbia Egipto |
| Total                     |                                         |                        | 12     | 12                                       |

## Formato
En esta ocasión hubo un cambio en comparación con las 9 anteriores ediciones de los Juegos Olímpicos. Este torneo contará con 3 grupos de 4 equipos cada uno durante la ronda preliminar (anteriormente los equipos se ubicaron en 2 grupos). En esta ronda, los equipos competirán en un formato único round robin. Los 2 equipos mejor clasificados de cada grupo y los 2 mejores terceros clasificarán a la fase eliminatoria.
En la fase eliminatoria, los enfrentamientos se determinarán por el sistema de clasificación #1 vs #8, #2 vs #7, #3 vs #6 y #4 vs #5. Los ganadores avanzarán a semifinales en la que los ganadores de las mismas disputarán la medalla de oro mientras los perdedores disputarán la medalla de bronce.

## Sorteo
Los 12 equipos clasificados fueron sembrados de acuerdo con su posición en el Ranking Mundial FIVB al 24 de junio de 2024. Como equipo anfitrión, Francia fue sembrada en primer lugar y colocada en la primera posición del Grupo A. Los 2 equipos mejor clasificados, segundo y tercero se ubicaron como cabeza de serie de los Grupos B y C respectivamente. Los 9 equipos restantes se distribuyeron en 3 bombos de 3 equipos cada uno según su posición en el ranking mundial y se sortearon según su posición línea por línea aplicando el sistema serpentino. El sorteo tendrá lugar el 26 de junio de 2024.
| Bombo 1                                   | Bombo 2                                     | Bombo 3                             | Bombo 4                               |
| ----------------------------------------- | ------------------------------------------- | ----------------------------------- | ------------------------------------- |
| Francia (Anfitrión) Polonia (1) Japón (2) | Eslovenia (3) Italia (4) Estados Unidos (5) | Brasil (6) Argentina (8) Canadá (9) | Serbia (10) Alemania (11) Egipto (19) |

## Grupos
| Grupo A   | Grupo B | Grupo C        |
| --------- | ------- | -------------- |
| Francia   | Polonia | Japón          |
| Eslovenia | Italia  | Estados Unidos |
| Canadá    | Brasil  | Argentina      |
| Serbia    | Egipto  | Alemania       |

### Procedimiento de clasificación de grupos y sistema de clasificación de equipos
Procedimiento de clasificación de grupos
1. Número de partidos ganados
2. Puntos de partido
3. Cociente de sets
4. Cociente de puntos
5. Resultado del partido entre los equipos empatados

Partido ganado 3–0 o 3–1: 3 puntos de partido para el ganador, 0 para el perdedor

Partido ganado  3–2: 2 puntos de partido para el ganador, 1 para el perdedor
Sistema de clasificación de equipos
Para determinar los equipos que jugarán en cuartos de final y sus enfrentamientos:
1. Posición de grupo
2. Número de partidos ganados
3. Puntos de partido
4. Cociente de sets
5. Cociente de puntos
6. Resultado directo
7. Ranking mundial

## Fase Preliminar
- Del 27 de julio al 3 de agosto

- Sede:  South Paris Arena 1
- Todos los horarios corresponden a la hora de París, Francia (UTC+02:00).

### Grupo A
| Pos | Países    | PJ | PG | PP | PTS | SF | SC | Coc.  | PF  | PC  | Coc.  |
| --- | --------- | -- | -- | -- | --- | -- | -- | ----- | --- | --- | ----- |
| 1   | Eslovenia | 3  | 3  | 0  | 8   | 9  | 3  | 3.000 | 282 | 252 | 1.119 |
| 2   | Francia   | 3  | 2  | 1  | 6   | 8  | 5  | 1.600 | 290 | 260 | 1.115 |
| 3   | Serbia    | 3  | 1  | 2  | 3   | 5  | 8  | 0.625 | 256 | 293 | 0.874 |
| 4   | Canadá    | 3  | 0  | 3  | 1   | 3  | 9  | 0.333 | 254 | 277 | 0.917 |

|  | Clasificados para los cuartos de final |

| Fecha       | Hora  | Equipo 1  | Sets  | Equipo 2  | Set 1 | Set 2 | Set 3 | Set 4 | Set 5 | Total   |
| ----------- | ----- | --------- | ----- | --------- | ----- | ----- | ----- | ----- | ----- | ------- |
| 28 de julio | 17:00 | Francia   | 3 : 2 | Serbia    | 23-25 | 25-17 | 25-17 | 21-25 | 15-6  | 109-90  |
| 28 de julio | 21:00 | Eslovenia | 3 : 1 | Canadá    | 25-21 | 25-20 | 20-25 | 25-21 | -     | 95-87   |
| 30 de julio | 17:00 | Eslovenia | 3 : 0 | Serbia    | 25-21 | 25-19 | 25-19 | -     | -     | 75-59   |
| 30 de julio | 21:00 | Francia   | 3 : 0 | Canadá    | 25-20 | 25-21 | 25-17 | -     | -     | 75-58   |
| 2 de agosto | 17:00 | Francia   | 2 : 3 | Eslovenia | 20-25 | 23-25 | 27-25 | 25-22 | 11-15 | 106-112 |
| 3 de agosto | 21:00 | Canadá    | 2 : 3 | Serbia    | 25-16 | 25-22 | 24-26 | 19-25 | 16-18 | 109-107 |

### Grupo B
| Pos | Países  | PJ | PG | PP | PTS | SF | SC | Coc.  | PF  | PC  | Coc.  |
| --- | ------- | -- | -- | -- | --- | -- | -- | ----- | --- | --- | ----- |
| 1   | Italia  | 3  | 3  | 0  | 9   | 9  | 2  | 4.500 | 269 | 224 | 1.201 |
| 2   | Polonia | 3  | 2  | 1  | 5   | 7  | 5  | 1.400 | 260 | 256 | 1.016 |
| 3   | Brasil  | 3  | 1  | 2  | 4   | 6  | 6  | 1.000 | 273 | 241 | 1.133 |
| 4   | Egipto  | 3  | 0  | 3  | 0   | 0  | 9  | 0.000 | 144 | 225 | 0.640 |

|  | Clasificados para los cuartos de final |

| Fecha       | Hora  | Equipo 1 | Sets  | Equipo 2 | Set 1 | Set 2 | Set 3 | Set 4 | Set 5 | Total   |
| ----------- | ----- | -------- | ----- | -------- | ----- | ----- | ----- | ----- | ----- | ------- |
| 27 de julio | 13:00 | Italia   | 3 : 1 | Brasil   | 25-23 | 27-25 | 18-25 | 25-21 | -     | 95-94   |
| 27 de julio | 17:00 | Polonia  | 3 : 0 | Egipto   | 25-21 | 25-19 | 25-13 | -     | -     | 75-53   |
| 30 de julio | 09:00 | Italia   | 3 : 0 | Egipto   | 25-15 | 25-16 | 25-20 | -     | -     | 75-51   |
| 31 de julio | 09:00 | Polonia  | 3 : 2 | Brasil   | 22-25 | 25-19 | 19-25 | 25-23 | 15-12 | 106-104 |
| 2 de agosto | 13:00 | Brasil   | 3 : 0 | Egipto   | 25-11 | 25-13 | 25-16 | -     | -     | 75-40   |
| 3 de agosto | 17:00 | Polonia  | 1 : 3 | Italia   | 15-25 | 18-25 | 26-24 | 20-25 | -     | 79-99   |

### Grupo C
| Pos | Países         | PJ | PG | PP | PTS | SF | SC | Coc.  | PF  | PC  | Coc.  |
| --- | -------------- | -- | -- | -- | --- | -- | -- | ----- | --- | --- | ----- |
| 1   | Estados Unidos | 3  | 3  | 0  | 8   | 9  | 3  | 3.000 | 270 | 232 | 1.164 |
| 2   | Alemania       | 3  | 2  | 1  | 6   | 8  | 5  | 1.600 | 287 | 264 | 1.087 |
| 3   | Japón          | 3  | 1  | 2  | 4   | 6  | 7  | 0.857 | 278 | 292 | 0.952 |
| 4   | Argentina      | 3  | 0  | 3  | 0   | 1  | 9  | 0.111 | 196 | 243 | 0.807 |

|  | Clasificados para los cuartos de final |

| Fecha       | Hora  | Equipo 1       | Sets  | Equipo 2       | Set 1 | Set 2 | Set 3 | Set 4 | Set 5 | Total   |
| ----------- | ----- | -------------- | ----- | -------------- | ----- | ----- | ----- | ----- | ----- | ------- |
| 27 de julio | 09:00 | Japón          | 2 : 3 | Alemania       | 17-25 | 25-23 | 25-20 | 28-30 | 12-15 | 107-113 |
| 27 de julio | 21:00 | Estados Unidos | 3 : 0 | Argentina      | 25-20 | 25-19 | 25-16 | -     | -     | 75-55   |
| 30 de julio | 13:00 | Estados Unidos | 3 : 2 | Alemania       | 25-21 | 25-17 | 17-25 | 20-25 | 15-11 | 102-99  |
| 31 de julio | 13:00 | Japón          | 3 : 1 | Argentina      | 25-16 | 25-22 | 18-25 | 25-23 | -     | 93-86   |
| 2 de agosto | 09:00 | Argentina      | 0 : 3 | Alemania       | 13-25 | 21-25 | 21-25 | -     | -     | 55-75   |
| 2 de agosto | 21:00 | Japón          | 1 : 3 | Estados Unidos | 16-25 | 18-25 | 25-18 | 19-25 | -     | 78-93   |

#### Clasificación de los mejores terceros
| Pos | Países | PJ | PG | PP | PTS | SF | SC | Coc.  | PF  | PC  | Coc.  |
| --- | ------ | -- | -- | -- | --- | -- | -- | ----- | --- | --- | ----- |
| 1   | Brasil | 3  | 1  | 2  | 4   | 6  | 6  | 1.000 | 273 | 241 | 1.132 |
| 2   | Japón  | 3  | 1  | 2  | 4   | 6  | 7  | 0.857 | 278 | 292 | 0.952 |
| 3   | Serbia | 3  | 1  | 2  | 3   | 5  | 8  | 0.625 | 256 | 293 | 0.874 |

|  | Clasificados para los cuartos de final |

## Fase final
- Del 5 al 10 de agosto

- Sede:  South Paris Arena 1
- Todos los horarios corresponden a la hora de París, Francia (UTC+02:00).

|  | Cuartos de final | Cuartos de final | Cuartos de final |         |   | Semifinales    | Semifinales | Semifinales |   |               | Final         | Final          | Final        |  |
|  | 5 de agosto      | 5 de agosto      | 5 de agosto      |         |   | 7 de agosto    | 7 de agosto | 7 de agosto |   |               | 10 de agosto  | 10 de agosto   | 10 de agosto |  |
|  |                  |                  |                  |         |   |                |             |             |   |               |               |                |              |  |
|  |                  |                  |                  |         |   |                |             |             |   |               |               |                |              |  |
|  | 1                | Italia           | 3                |         |   |                |             |             |   |               |               |                |              |  |
|  | 1                | Italia           | 3                |         |   |                |             |             |   |               |               |                |              |  |
|  | 8                | Japón            | 2                |         |   |                |             |             |   |               |               |                |              |  |
|  | 8                | Japón            | 2                |         | 1 | Italia         | 0           |             |   |               |               |                |              |  |
|  |                  |                  |                  |         | 1 | Italia         | 0           |             |   |               |               |                |              |  |
|  |                  |                  | 4                | Francia | 3 |                |             |             |   |               |               |                |              |  |
|  | 4                | Francia          | 4                | Francia | 3 | 3              |             |             |   |               |               |                |              |  |
|  | 4                | Francia          |                  |         |   |                |             |             |   |               |               |                |              |  |
|  | 5                | Alemania         | 2                |         |   |                |             |             |   |               |               |                |              |  |
|  | 5                | Alemania         | 2                |         |   |                |             |             |   | 4             | Francia       | 3              |              |  |
|  |                  |                  |                  |         |   |                |             |             |   | 4             | Francia       | 3              |              |  |
|  |                  |                  | 6                | Polonia | 0 |                |             |             |   |               |               |                |              |  |
|  | 2                | Estados Unidos   | 6                | Polonia | 0 | 3              |             |             |   |               |               |                |              |  |
|  | 2                | Estados Unidos   |                  |         |   |                |             |             |   |               |               |                |              |  |
|  | 7                | Brasil           | 1                |         |   |                |             |             |   |               |               |                |              |  |
|  | 7                | Brasil           | 1                |         | 2 | Estados Unidos | 2           |             |   | Tercer puesto | Tercer puesto | Tercer puesto  |              |  |
|  |                  |                  |                  |         | 2 | Estados Unidos | 2           |             |   | Tercer puesto | Tercer puesto | Tercer puesto  |              |  |
|  |                  |                  | 6                | Polonia | 3 |                |             |             |   |               |               |                |              |  |
|  | 3                | Eslovenia        | 6                | Polonia | 3 | 1              |             |             | 1 | Italia        | 0             |                |              |  |
|  | 3                | Eslovenia        |                  |         |   |                |             |             | 1 | Italia        | 0             |                |              |  |
|  | 6                | Polonia          | 3                |         |   |                |             |             |   |               | 2             | Estados Unidos | 3            |  |
|  | 6                | Polonia          | 3                |         |   |                |             |             |   |               | 2             | Estados Unidos | 3            |  |
|  |                  |                  |                  |         |   |                |             |             |   |               |               |                |              |  |

### Resultados

#### Cuartos de final
| Fecha       | Hora  | Equipo 1       | Sets  | Equipo 2 | Set 1 | Set 2 | Set 3 | Set 4 | Set 5 | Total   |
| ----------- | ----- | -------------- | ----- | -------- | ----- | ----- | ----- | ----- | ----- | ------- |
| 5 de agosto | 09:00 | Eslovenia      | 1 : 3 | Polonia  | 20-25 | 26-24 | 19-25 | 20-25 | -     | 85-99   |
| 5 de agosto | 13:00 | Italia         | 3 : 2 | Japón    | 20-25 | 23-25 | 27-25 | 26-24 | 17-15 | 113-114 |
| 5 de agosto | 17:00 | Francia        | 3 : 2 | Alemania | 18-25 | 26-28 | 25-20 | 25-21 | 15-13 | 109-107 |
| 5 de agosto | 21:00 | Estados Unidos | 3 : 1 | Brasil   | 26-24 | 28-30 | 25-19 | 25-19 | -     | 104-92  |

#### Semifinales
| Fecha       | Hora  | Equipo 1 | Sets  | Equipo 2       | Set 1 | Set 2 | Set 3 | Set 4 | Set 5 | Total   |
| ----------- | ----- | -------- | ----- | -------------- | ----- | ----- | ----- | ----- | ----- | ------- |
| 7 de agosto | 16:00 | Polonia  | 3 : 2 | Estados Unidos | 25-23 | 25-27 | 14-25 | 25-23 | 15-13 | 104-111 |
| 7 de agosto | 20:00 | Italia   | 0 : 3 | Francia        | 20-25 | 21-25 | 21-25 | -     | -     | 62-75   |

### Tercer lugar
| Fecha       | Hora  | Equipo 1 | Sets  | Equipo 2       | Set 1 | Set 2 | Set 3 | Set 4 | Set 5 | Total |
| ----------- | ----- | -------- | ----- | -------------- | ----- | ----- | ----- | ----- | ----- | ----- |
| 9 de agosto | 16:00 | Italia   | 0 : 3 | Estados Unidos | 23-25 | 28-30 | 24-26 | -     | -     | 75-81 |

### Final
| Fecha        | Hora  | Equipo 1 | Sets  | Equipo 2 | Set 1 | Set 2  | Set 3 | Set 4 | Set 5 | Total |
| ------------ | ----- | -------- | ----- | -------- | ----- | ------ | ----- | ----- | ----- | ----- |
| 10 de agosto | 13:00 | Francia  | 3 : 0 | Polonia  | 25-19 | 25'-20 | 25-23 | -     | -     | 75-62 |

## Posiciones finales
| Pos.              | Equipo         |
| ----------------- | -------------- |
| Medalla de oro    | Francia        |
| Medalla de plata  | Polonia        |
| Medalla de bronce | Estados Unidos |
| 4                 | Italia         |
| 5                 | Eslovenia      |
| 6                 | Alemania       |
| 7                 | Japón          |
| 8                 | Brasil         |
| 9                 | Serbia         |
| 10                | Canadá         |
| 11                | Argentina      |
| 12                | Egipto         |

| \| \| \| \| \| Campeón Francia[4] 2.º título \| Plantel: 1 Barthélémy Chinenyeze, 2 Jenia Grebennikov, 4 Jean Patry, 6 Benjamin Toniutti , 7 Kevin Tillie, 9 Earvin N'Gapeth, 11 Antoine Brizard, 14 Nicolas Le Goff, 17 Trévor Clévenot, 19 Yacine Louati, 21 Théo Faure, 25 Quentin Jouffroy Entrenador: Andrea Giani |
| |
| |
| Campeón Francia 2.º título |

|                            |
|                            |
| Campeón Francia 2.º título |